# Różowe flamingi
Różowe flamingi (tytuł oryg. Pink Flamingos) − niskobudżetowa amerykańska transgresywna czarna komedia z 1972 roku. Autorski projekt Johna Watersa, którym twórca zyskał rozgłos w branży filmowej.
Po czterdziestu latach od premiery, film nadal uznawany jest za kontrowersyjny z powodu zawartych motywów perwersji, dewiacji i podejmowania tematów tabu. Różowe flamingi to film kultowy w dorobku Watersa.

## Opis fabuły
Dwie rodziny walczą o tytuł najobrzydliwszych ludzi w Stanach Zjednoczonych. Divine czy też Babs Johnson (prawdziwe nazwisko), jej upośledzona umysłowo matka, syn-erotoman oraz przyjaciółka-voyeurystka, nie są ze sobą spokrewnieni, lecz wzajemnie się kochają. Connie i Raymond Marble stanowią parę socjopatów i przetrzymują w swojej piwnicy uprowadzone z ulicy dziewczęta, które zmuszane są do rodzenia dzieci, które trafiają następnie do rąk lesbijskich par − klientów Marble'ów. Gang Divine i Marble'owie toczą ze sobą wojnę oraz prześcigają się w dokonywaniu obrzydlistw.

## Obsada
- Divine − Divine/Babs Johnson
- David Lochary − Raymond Marble
- Mink Stole − Connie Marble
- Danny Mills − Crackers
- Mary Vivian Pearce − Cotton
- Edith Massey − Edie
- Cookie Mueller − Cookie
- Channing Wilroy − Channing
- Paul Swift − pan Jajko
- Susan Walsh − Suzie
- Linda Olgierson − Linda
- Pat Moran − Patty Hitler
- Steve Yeager − Nat Curzan
- Elizabeth Coffey − shemale